# Atletica leggera ai Giochi della VIII Olimpiade - Getto del peso
La competizione del getto del peso di atletica leggera ai Giochi della VIII Olimpiade si tenne il giorno 8 luglio 1924 allo Stadio di Colombes a Parigi.

## L'eccellenza mondiale
| Campione olimpico 1920 | 14,81      | Ville Pörhölä   | Presente |
| Primatista europeo     | 14,86 1913 | Elmer Niklander | Presente |
| Primatista stagionale  | 15,53      | Glenn Hartranft | Presente |

1. ↑  Fino al 7 luglio.

Ai Trials americani: primo Clarence "Bud" Houser (15,22 m), secondo Glenn Hartranft (14,94 m) e terzo Ralph Hills (14,93 m).

## Risultati

### Turno di qualificazione
Tutti i 28 iscritti hanno diritto a tre lanci. Poi si stila una classifica. I primi sei disputano la finale (tre ulteriori lanci). I sei finalisti si portano dietro i risultati della qualificazione.
| Pos. | Atleta         | Nazione     | Misura | Piazz. |
| ---- | -------------- | ----------- | ------ | ------ |
| 1    | Bud Houser     | Stati Uniti | 14,995 | 1      |
| 2    | Ralph Hills    | Stati Uniti | 14,505 | 2      |
| 3    | Ville Pörhölä  | Finlandia   | 14,100 | 7      |
| 4    | Bertil Jansson | Svezia      | 13,760 | 8      |
| 5    | Harald Tammer  | Estonia     | 13,280 | 12     |
| 6    | Kittil Askilt  | Norvegia    | 13,090 | 15     |
| 7    | Daniel Pierre  | Francia     | 13,070 | 16     |
| 8    | John O'Grady   | Irlanda     | 12,750 | 17     |
| 9    | Arvīds Ķibilds | Lettonia    | 12,530 | 19     |
| 10   | Jesús Aguirre  | Messico     | 9,470  | 27     |

| Pos. | Atleta              | Nazione       | Misura | Piazz. |
| ---- | ------------------- | ------------- | ------ | ------ |
| 1    | Hannes Torpo        | Finlandia     | 14,450 | 3      |
| 2    | Glenn Hartranft     | Stati Uniti   | 14,405 | 4      |
| 3    | Elmer Niklander     | Finlandia     | 14,265 | 6      |
| 4    | Raoul Paoli         | Francia       | 13,535 | 9      |
| 5    | Sixten Sundström    | Svezia        | 13,530 | 10     |
| 6    | Veljko Narančić     | Jugoslavia    | 13,215 | 13     |
| 7    | Charles Beckwith    | Gran Bretagna | 12,480 | 20     |
| 8    | Otto Garnus         | Svizzera      | 12,120 | 23     |
| 9    | José Galimberti     | Brasile       | 11,300 | 25     |
| 10   | Dimitrios Karabatis | Grecia        | 10,955 | 26     |

| Pos. | Atleta             | Nazione       | Misura | Piazz. |
| ---- | ------------------ | ------------- | ------ | ------ |
| 1    | Norman Anderson    | Stati Uniti   | 14,290 | 5      |
| 2    | Akseli Takala      | Finlandia     | 13,315 | 11     |
| 3    | Khristos Vrettos   | Grecia        | 13,125 | 14     |
| 4    | Pál Bedő           | Ungheria      | 12,660 | 18     |
| 5    | Werner Nüesch      | Svizzera      | 12,450 | 21     |
| 6    | Maxime Bousselaire | Francia       | 12,265 | 22     |
| 7    | Rex Woods          | Gran Bretagna | 11,770 | 24     |
| -    | Octávio Zani       | Brasile       | NM     | -      |

### Finale
La finale è una lotta tra i tre americani. A differenza dei Trials, Houser a Parigi non riesce a superare la fettuccia dei 15 metri, ma prevale lo stesso sui connazionali.

Al sesto posto (14,265 m) si classifica il finlandese Elmer Niklander, alla sua terza finale consecutiva nella specialità.
Il campione olimpico in carica, il finnico Pörhölä, arriva soltanto settimo con 14,10.
| Pos.    | Atleta          | Età | Nazione     | Misura |
| ------- | --------------- | --- | ----------- | ------ |
| Oro     | Bud Houser      | 23  | Stati Uniti | 14,995 |
| Argento | Glenn Hartranft | 23  | Stati Uniti | 14,895 |
| Bronzo  | Ralph Hills     | 22  | Stati Uniti | 14,640 |
| 4       | Hannes Torpo    | 23  | Finlandia   | 14,450 |
| 5       | Norman Anderson | 22  | Stati Uniti | 14,290 |
| 6       | Elmer Niklander | 34  | Finlandia   | 14,265 |